# Lední hokej na Zimních olympijských hrách 1960 – kvalifikace
Kvalifikace na olympijský turnaj 1960 byla soutěž ve které se utkaly reprezentace SRN a NDR o právo reprezentovat „Společné německé družstvo (SND)“ na olympijském turnaji.

## Výsledky
SRN –  NDR	5:2 (2:1, 1:1, 2:0)
9. prosince 1959 – Ga-Pa (SRN)

 NDR –  SRN 3:5 (1:2, 2:0, 0:3)
12. prosince 1959 – Weiswasser (NDR)
- SRN získalo právo reprezentovat „Společné německé družstvo (SND)“.